# Mongoolse Rijk

Uitbreiding van het Mongoolse Rijk door de jaren heen

Het Mongoolse Rijk (Mongools: Их Монгол Улс, Ih Mongol Uls; of Монголын Эзэнт Гүрэн, Mongolyn Ezent Güren) werd in 1206 gesticht door Dzjengis Khan. Het omvatte op zijn hoogtepunt een gebied dat zich uitstrekte van Zuidoost-Azië tot Oost-Europa. Het is het op een na grootste imperium uit de wereldgeschiedenis, alleen het Britse Rijk was qua omvang groter. Na de dood van Koeblai Khan in 1294 viel het in meerdere, kleinere delen uiteen.
Tijdlijn van de heersers van het Mongoolse Rijk

## Het verenigen van stammen

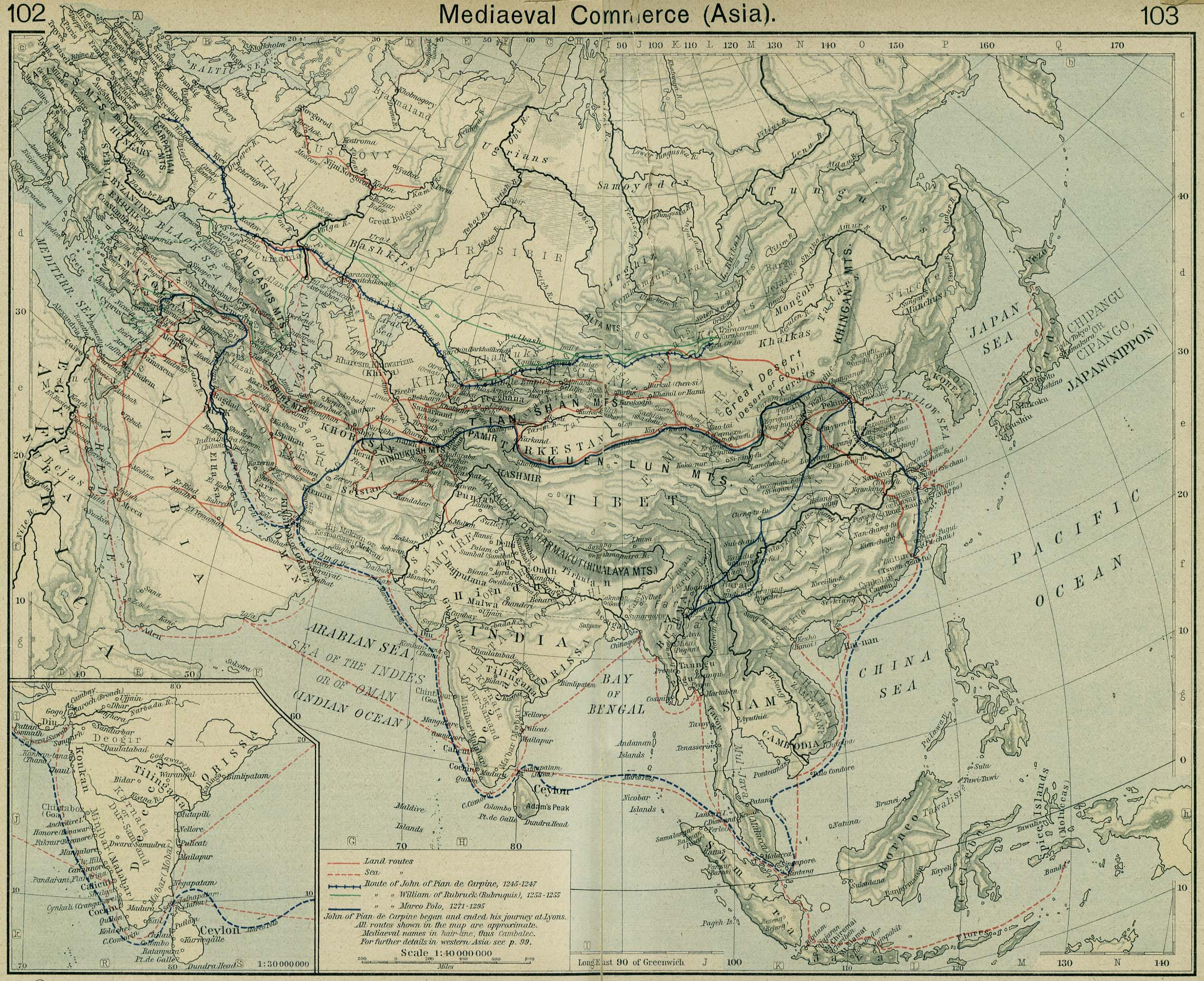
Historische handelskaart van Azië

Vóór Dzjengis Khan (±1162–1227) aan de macht kwam, bestond Mongolië uit een groot aantal rivaliserende stammen die een lange geschiedenis van onderlinge conflicten hadden. Deze conflicten werden regelmatig aangewakkerd door de Jurchen in het zuiden, die de Tatar en de Keiraïten tegen elkaar uit speelden. Op deze wijze vormden de Mongolen geen bedreiging voor de gesinificeerde Jurchen-dynastie, het keizerrijk Jin.
Ten tijde van Dzjengis Khan was de belangrijkste spanning die tussen zijn stam, de Borjin, onderhorig aan Ong Khan die Keiraïet was, en de Merkieten, onderhorig aan de Tataren. De strijd leidde tot de dood van Yesükhei, de vader van Temujin (de latere Dzjengis Khan). Deze was de anda (bloedbroeder) van Ong Khan, wat Temujin rechten gaf als aangenomen zoon van Ong Khan. Op deze wijze kon Temujin zijn macht vergroten en stammen onderwerpen. Ook werd de vete met de Tataren beslecht. Na enige tijd kreeg Temujin een conflict met Jamuka, zijn eigen anda. Dit leidde tot een oorlog tussen beiden, waarin Ong Khan de kant van Jamuka koos. De dood van Ong Khan en de executie van Jamuka maakten voor Temujin de weg vrij. Op een khuriltai in 1206 liet hij zich tot khan kronen en kreeg de titel Dzjengis Khan, hetgeen 'opperste leider' betekent.
Vrijwel alle stammen waren in de oorlogen van Temujin onderworpen en als Dzjengis Khan hoefde hij enkel wat nomaden uit de bossen rond het Baikalmeer te onderwerpen, evenals enkele opstandige leiders te straffen. Door zijn moeder prinsen uit andere stammen te laten adopteren, door opstandige stammen te verdelen over loyale leiders en door strenge wetten, wist Dzjengis Khan een eenheid uit het volk te smeden. Ook werd de bevolking, evenals het leger, opgedeeld in groepen van tien, die weer werden onderverdeeld in groepen van honderd, duizend en tienduizend. Zo was het volk stevig georganiseerd.
Vele stammen traden ook vrijwillig toe tot het rijk van Dzjengis. Dit bracht hun het voordeel te kunnen leven onder een sterke leiding in een eengemaakt rijk. Er ontstond een hoog moreel niveau alsook een verfijnd sociaal en economisch systeem. Voorbeelden hiervan waren godsdienstvrijheid, vrouwenrechten, een verbod op lijfstraffen, extra bescherming voor geletterden en kunstenaars en een systeem van rechtspraak om dit te beschermen, de yasak. Veel regels en wetten werden op traditionele melodieën gezet, zodat de ongeletterde Mongolen deze tijdens het werken of tijdens veldtochten konden zingen.

## De stichting van een imperium onder Dzjengis Khan
In 1206 - na het met succes verenigen van de verschillende Mongoolse en Turkse stammen - gaf de khuriltai, een traditionele belegde vergadering tussen leiders en invloedrijke familieleden, Temüjin de titel van „Dzjengis Khan“ (andere spellingen van zijn naam zijn Jenghis Khan, Genghis Khan en Chingis Khan). Dit betekent letterlijk 'opperste leider'.
Dzjengis Khan zette de lange reeks Mongoolse aanvallen op China voort. Hij had meer succes dan zijn voorgangers omdat hij over een krachtig militair apparaat beschikte.
Als grote khagan gebruikte hij hetzelfde militaire systeem als de Hunnen, dat op het decimale stelsel was gebaseerd. De legers werden ingedeeld in groepen van 10, 100, 1000 of 10.000 soldaten. Ook de civiele bevolking werd door Dzjengis Khan verdeeld in groepen van tien. De soldaten namen hun familie en paarden met zich mee. Elke ruiter had twee tot vier paarden, zodat er altijd voldoende transportmiddelen ter beschikking waren. Aan het begin van zijn militaire campagnes had Dzjengis echter niet meer dan 25.000 militairen.

### China

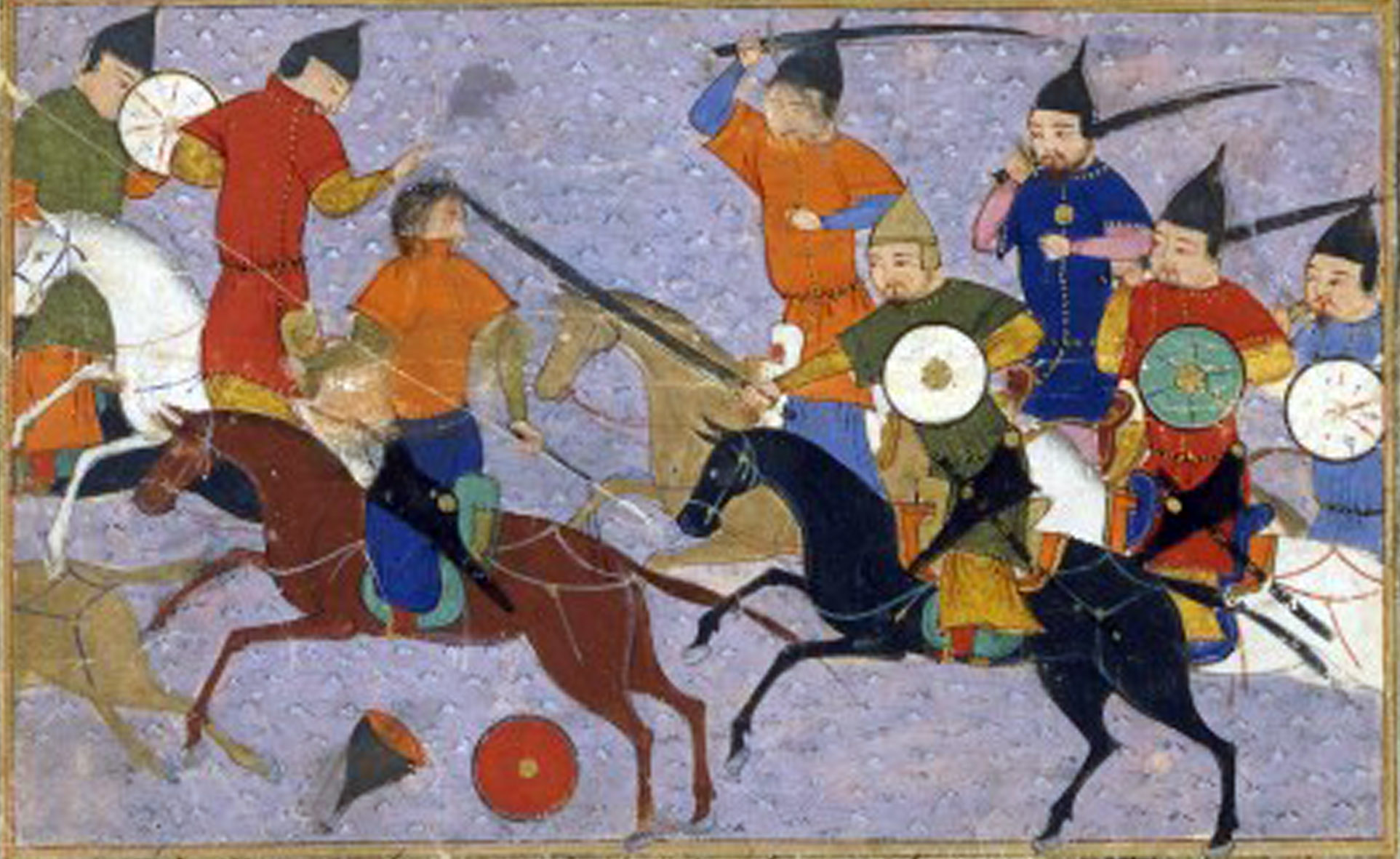
Slag tussen de Mongolen en Chinezen in 1211. Illustratie uit de Jami' al-tawarikh van de Perzische historicus Rashid al-Din

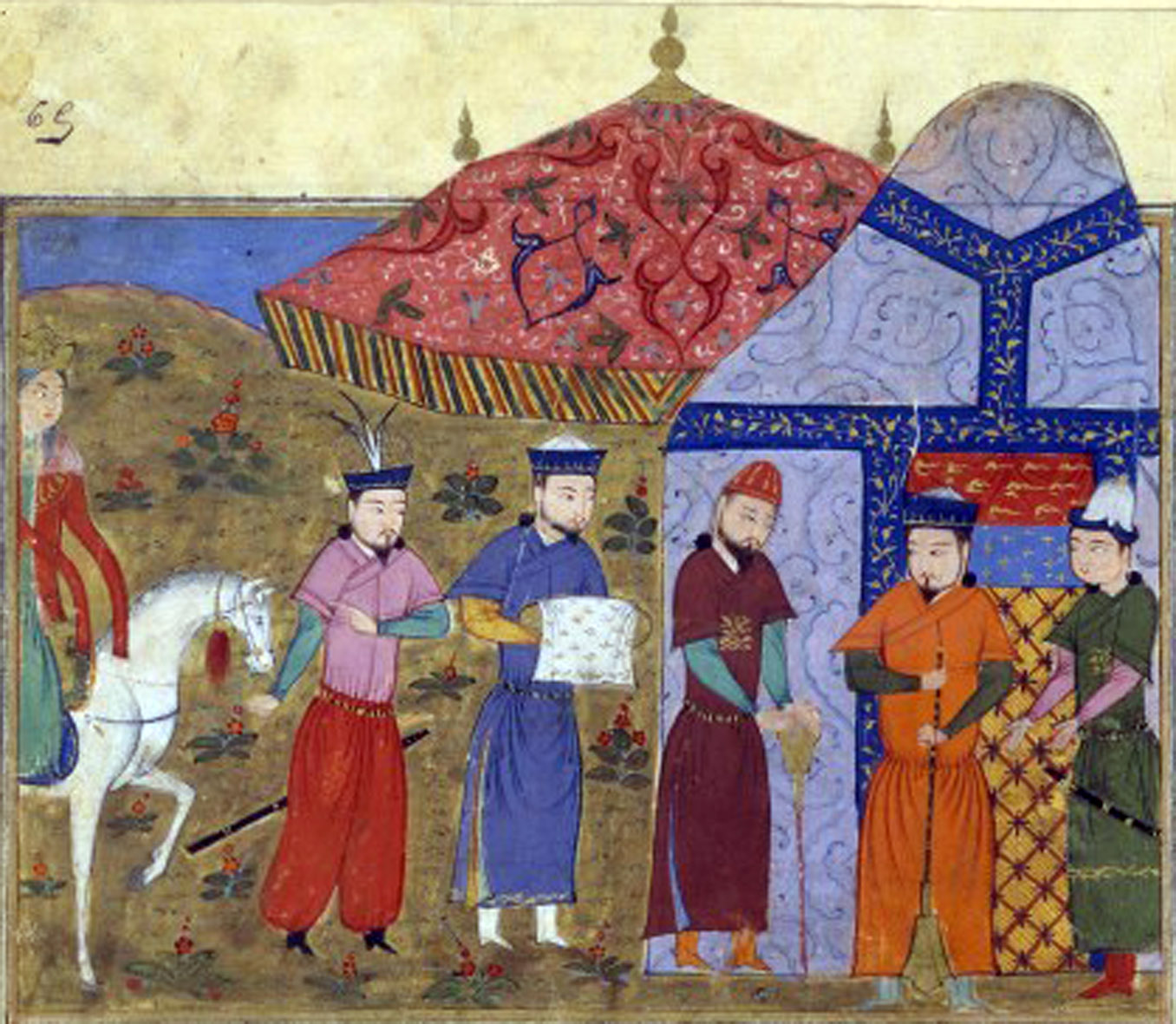
Dzjengis Khan en een Chinese delegatie. Illustratie uit de Jami' al-tawarikh van de Perzische historicus Rashid al-Din

Ten tijde van de khuriltai raakte Dzjengis verwikkeld in een oorlog met de Westelijke Xia. Dit was de eerste van zijn buitenlandse veroveringsoorlogen. In 1209, bij de ondertekening van de vrede, had hij de heerschappij over de westelijke gebieden van de Xia veroverd.
Een belangrijk doel van Dzjengis was de verovering van het keizerrijk van de Jurchen in Noord-China. De Jurchen waren een aan de Mongolen verwant volk dat erin geslaagd was een koninkrijk in China over te nemen en dat vanuit dit gebied de machtsverhoudingen tussen de Mongolen frustreerde door burgeroorlogen aan te wakkeren, met name tussen de Tatar en de Keiraïten. Het koninkrijk van de Jurchen wordt wel aangeduid met Jin of de Jin. Hij verklaarde de Jurchen de oorlog in 1211. Hij had toen een leger van 150.000 mensen ter beschikking op een totale bevolking van slechts 700.000. Het Jin-leger telde meer dan 2 miljoen (misschien 3-5 miljoen) soldaten terwijl de Noord-Chinese bevolking bestond uit meer dan 80 miljoen mensen. Bondgenoot van Mongolië was de Zuid-Chinese Song-dynastie, die zijn noordelijke gebieden en oude hoofdstad aan de Jin verloren had.
De Mongolen waren superieur op open terrein, maar het lukte hen niet goedversterkte steden in te nemen. Met behulp van gevangengenomen Chinese ingenieurs ontwikkelden Dzjengis en zijn medewerkers geleidelijk aan een reeks technieken die hen uiteindelijk tot de meest succesvolle belegeraars in de geschiedenis van de oorlogvoering zouden maken. Enkele van deze technieken waren:
- het verleggen van rivieren, zodat steden overstroomden
- het bouwen van palissades om steden heen, zodat de bevolking uitgehongerd en gedemoraliseerd werd
- verschillende belegeringswerktuigen, zoals blijden, katapulten en zelfs primitieve kanonnen en bommen werden overgenomen van de onderworpen volken.

De Jin werden dus met behulp van de door hen eerder onderworpen Song verslagen door de Mongolen. In 1213 had Dzjengis het grondgebied van Jin zuidwaarts tot aan de Chinese Muur veroverd en geconsolideerd. Hij trok toen met drie legers door het grondgebied van Jin, tot aan de Gele Rivier. Met zijn leger van 75.000 man versloeg hij de troepen van Jin, die 600.000 soldaten telden. Hij verwoestte noordelijk China, nam talrijke steden in en in 1215 belegerde hij de hoofdstad Yanjing (het huidige Peking). De Jin-keizer, Xuan Zong, weigerde zijn hoofdstad over te dragen. Zijn opvolgers werden echter verslagen in 1234.

### Centraal-Azië
Het Mongoolse leger raakte uitgeput na tien jaar van ononderbroken veldslagen tegen de Westelijke Xia en Jin. Dzjengis zond kleine groepen strijders naar het westelijke gebied. In 1218 had de Mongoolse staat zich naar het westen uitgebreid tot aan het Balkasjmeer en grensde aan Khwarizm, een moslimgebied aan de Kaspische Zee in het westen en aan de Perzische Golf en de Arabische Zee in het zuiden.
In 1218 stuurde Dzjengis gezanten naar een oostelijke provincie van Khwarizm met de bedoeling handelsbetrekkingen met het Khwarizmidische Rijk aan te knopen. De gouverneur van de provincie doodde hen en Dzjengis nam wraak met een leger van 200.000 man. De Mongolen namen snel de stad in. Ze maakten de gouverneur af door gesmolten zilver in zijn oren en ogen te gieten. De yasak verbood namelijk het doen vloeien van bloed van vijandelijke leiders.
In 1219 besloten de Mongolen dat hun rijk in de moslimwereld verder uitgebreid moest worden. Mongoolse horden marcheerden door de hoofdsteden van Khwarizm, Buchara, Samarkand en Balkh. Ze overvielen sjah Muhammad II van Chorasmië. Deze kon zich niet weren tegen de veel vluggere Mongolen en werd gedwongen tot de terugtocht. In het nauw gedreven pleegde de sjah zelfmoord. In 1220 was het Khwarizmisch Rijk in Mongoolse handen. Nu splitsten de Mongolen hun legers. Dzjengis leidde een afdeling tijdens een inval in Afghanistan en noordelijk India. Een ander leger, geleid door Subedei, marcheerde door de Kaukasus en Rusland. Geen van beide campagnes voegde grondgebied aan het imperium toe, maar de Mongolen plunderden steden en versloegen alle legers die zij ontmoetten. In 1225 keerden beide legercontingenten naar Mongolië terug. Transoxanië en Perzië werden wel aan het reeds reusachtig imperium toegevoegd.
Dit vestigde de reputatie van Dzjengis Khan als bloeddorstige strijder. Zijn legers doodden, vernietigden en plunderden schijnbaar zonder genade alles wat weerstand bood. Zij gebruikten burgers als menselijke schilden en slachtten vaak systematisch alle overlevenden na hun invallen af wanneer zij zich niet overgaven. Kunstenaars, schrijvers en taalspecialisten werden niet gedood; deze konden als krijgsgevangenen nuttig zijn.

### Europa
Terwijl Dzjengis zijn krachten in Perzië en Armenië bundelde, drongen meer dan 40.000 van zijn manschappen diep in Armenië en Azerbeidzjan door. Daar vermoordde Dzjengis Georgische kruisvaarders, nam een Genuese handelsvesting in de Krim in en verbleef in de winter dicht bij de Zwarte Zee. Dzjengis kwam er in aanvaring met prins Mstislav III van Kiev en zijn 80.000 man; de Slag aan de Kalka volgde in 1223. Wederom wonnen Dzjengis' troepen de strijd.
Batu Khan, kleinzoon van Dzjengis en zijn begaafdste familielid, veroverde met zijn troepen in Oost- en Midden-Europa Polen en Hongarije. Zijn tegenstanders werden door legers van Duitse Teutoonse ridders gesteund. De Slag bij Legnica volgde in 1241.

### De laatste campagne

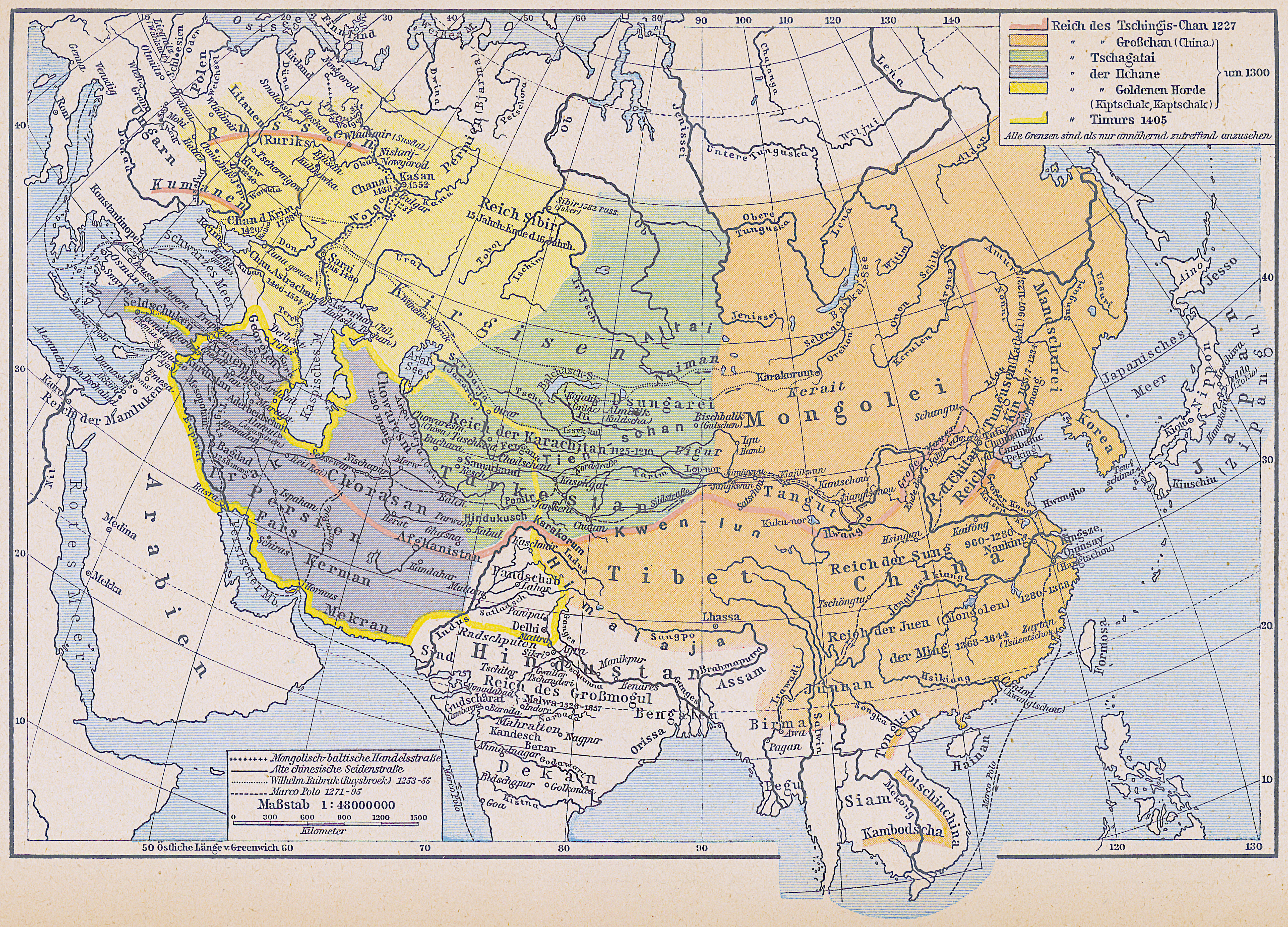
Het Mongoolse wereldrijk in 1227

De ondergeschikte keizer van de Westelijke Xia had geweigerd om aan de oorlog tegen de Khwarizm deel te nemen. Terwijl Dzjengis in Perzië was, hadden de Westelijke Xia en Jin een alliantie tegen de Mongolen gevormd. Dzjengis was op de hoogte van deze plannen en trof, na een tijd van rust en reorganisatie van zijn legers, voorbereidingen voor oorlog tegen zijn vijanden. Hij bracht een leger van 180.000 man op de been voor een nieuwe campagne.
In 1226 viel Dzjengis Khan de Tanguten (Westelijke Xia) aan. In februari nam hij de steden Heisui, Gan-Zhou en Su-Zhou in en in de herfst Xiliang. Een generaal van de Westelijke Xia daagde de Mongolen uit voor een veldslag dicht bij de berg Helanshan. De legers van de Westelijke Xia werden verslagen. In november belegerden zijn troepen de stad Tangut, kruisten de Gele Rivier en versloegen het Tangutisch hulpleger.
In 1227 viel Dzjengis Khan de hoofdstad van de Tanguten aan, en in februari nam hij Lintiao in. In maart veroverde hij de prefecturen Xining en Xindu, en in april kwam de prefectuur Deshun in zijn handen. In Deshun verzetten de Westelijke Xia zich, onder generaal Ma Jianlong, dagenlang tegen de Mongolen. Ma Jianlong stierf na met pijlen te zijn beschoten.
Dzjengis ging, na het veroveren van Deshun, naar de berg Liupanshan (provincie Qingshui/Gansu) om daar een schuilplaats te zoeken voor de hete zomer. Op die berg verklaarde hij aan zijn kameraden in een beroemde toespraak dat hij één jaar daarvoor vijf sterren in één lijn had gezien en hij vroeg de Mongolen geen mensen in het wilde weg te doden.
De Tanguten gaven zich officieel over in 1227, na 190 jaar te hebben bestaan, van 1038 tot 1227. De Mongolen doodden de keizer van de Tanguten en zijn koninklijke familieleden.

### Voorbereiding voor opvolging
De opvolging van een Mongoolse leider vroeg altijd om een hoop beraad: men was gewend de meest capabele te kiezen en doordat men slechts trouw zwoer aan een leider, niet aan een dynastie, was het mogelijk dat een familie na de dood van de leider zijn opvolger niet erkende en de diensten aan een andere heerser aanbood. Een andere traditie was dat de jongste zoon, de Odchigin of "Prins van het hart", de bezittingen van de vader erfde. Daaronder kon ook een titel vallen. Daarbij kwam in het geval van Dzjengis Khan dat er altijd twijfel was over wie de vader van Jochi, de oudste zoon, was. Borte, de moeder van Jochi, was namelijk rond de conceptie van Jochi ontvoerd door een vijandelijke stam en mogelijkerwijs verkracht. Dit maakte dat Jochi's positie als leider niet per definitie onbetwist was, hetgeen ook bleek toen Dzjenghis Khan zijn zoons vroeg naar de opvolging, zoals beschreven staat in de geheime geschiedenis van de Mongolen, een min of meer uit die tijd stammende bron.
Hierin staat beschreven hoe een adviseur, Dzjengis Khan eraan herinnert dat hij zou kunnen sterven door een wapen en dat dan zijn opvolger bekend zou moeten zijn. Toen Dzjengis Khan vroeg aan Jochi wie hij dacht dat er leider moest worden, riep Chagatai, de tweede zoon, zijn broers op Jochi niet als legitieme zoon te erkennen. Hierna ontstond een hevige ruzie tussen de ouders en broers en Chagatai, die erin eindigde dat Chagatai en Jochi allebei afvielen als opvolger en elkaar nimmer meer gunstig gezind waren. Als compromis stelt Chagatai de goedmoedige, diplomatieke Ögedei voor. Dit wordt door de overige broers, ook Tolui, de Odchigin, goedgekeurd.
Het rijk wordt in vieren verdeeld onder de zoons, zoals gebruikelijk was, met Ögedei als khagan en de andere broers als khans. Chagatai kreeg Transoxanië en legde de basis voor het latere Khanaat van Chagatai, ook wel Moghulistan genoemd. Tolui was, totdat een khuriltai de verkiezing van Ögedei goedgekeurd had, regent en regeerde over Mongolië. Ögedei was behalve khagan ook leider van Noord-China, het veroverde Jurchen-rijk. Jochi was reeds overleden en dus ging zijn ülüs (erfdeel van een Mongoolse khan), naar zijn zoons: Batu kreeg het gebied in het westen van het rijk en veroverde wat later de Gouden Horde zou gaan heten. Orda, zoon van Jochi, kreeg Siberië rond het Baikalmeer tot aan de Oeral. Berke en Siban, ook zoons van Jochi, kregen gebied onder de leiding van hun broers.

### Dood van Dzjengis
In zijn laatste campagne tegen de Westelijke Xia stierf Dzjengis Khan op 18 augustus 1227. De doodsoorzaak werd niet eenduidig vastgesteld. Er zijn diverse speculaties in omloop: val van zijn paard, dood door ouderdom, gedood door zijn tegenstanders (de Tanguten). Een versie die enkele malen terugkeert, zowel in Arabische bronnen als in het door een Mongoolse geleerde geschreven Qad-un ündüsün-ü Erdeni-yin Tobchi is dat Dzjengis Khan zou zijn gestorven na geslachtsgemeenschap te hebben gehad met een prinses van de Tanguten. 
Nadat hij stierf, werd zijn lichaam teruggegeven aan Mongolië. Beweerd wordt dat de soldaten op hun terugtocht iedereen vermoordden die ze tegenkwamen, hetgeen tegenwoordig als een apocrief verzinsel wordt afgedaan door sommige geleerden. Feit is dat het gebied waar het graf zou zijn eeuwenlang verboden gebied was. Het is echter niet exact bekend waar Dzjengis Khan uiteindelijk begraven werd. Bij zijn begrafenis zouden veertig babykamelen in het graf zijn opgenomen, opdat hun moeders daar in de buurt zouden blijven. Het Mausoleum van Dzjengis Khan is een gedenkteken, niet zijn begraafplaats.
Op 6 oktober 2004 zou het paleis van Dzjengis Khan ontdekt zijn, wat een ontdekking van zijn begraafplaats waarschijnlijk kan maken.

## Organisatie van het Mongoolse Rijk

### Politiek en economie
Dzjengis Khan was een strenge leider. Hij vaardigde wetten uit die van toepassing waren voor iedereen in zijn imperium. Op complotvorming of collaboratie met de vijand stond de doodstraf. Dzjengis Khan vernietigde de bestaande aristocratie in elk gebied dat hij veroverde en stelde een regering samen, gekozen op grond van prestaties en capaciteiten. Dzjengis Khan liet plaatselijke leiders aan de macht zolang zij manschappen voor zijn leger leverden, belasting betaalden en arbeid in zijn dienst lieten verrichten. Hij voerde een uitgebreid estafettesysteem in met koeriers die zich te paard zeer snel konden verplaatsen; een noodzaak in zijn zeer uitgestrekte rijk, waarvan grote delen dunbevolkt waren.
Dzjengis Khan verenigde alle Mongoolse, en de meeste Turkse stammen. Dit wordt door sommigen als zijn grootste prestatie gezien, gezien de lange voorgeschiedenis van conflicten en stamdiversiteit.
Bovendien waren naast Mongolen en Turken ook vele Iraniërs, Russen en Chinezen trouw aan Dzjengis. Door het respecteren van diegenen die zich niet tegen de Mongolen verzetten, beëindigde het Mongoolse leger immers vele conflicten. Dzjengis Khan zou ook de scheidingslijn tussen noordelijk en zuidelijk China, die in de Song-dynastie was ontstaan, opgeheven hebben. Door stammen en landen te verenigen konden de Mongolen het grootste imperium ter wereld stichten.
De Mongoolse cultuur had grote invloed op de culturen van vele gebieden, in het bijzonder in China en Rusland. Zo introduceerden de Mongolen de abacus en het kompas. Hij zorgde voor het gebruik van een universeel alfabet, hoewel hijzelf vele jaren ongeletterd was geweest. Dit alfabet werd overgenomen van de begin dertiende eeuw onderworpen Oeigoeren. Onlangs hebben Chinese en Mongoolse wetenschappers aangetoond dat Dzjengis Khan op latere leeftijd een geletterd man was. Van een met de hand geschreven nota werd bewezen dat ze van hem was; de inhoud van de nota wees erop dat hij taoïstische preken kon lezen.
De handelaren en geestelijken kregen bescherming en begeleiding in het Mongoolse Rijk en stonden hoog in aanzien. Onder de regering van Dzjengis Khan waren alle individuen en godsdiensten gelijk voor de Mongoolse wet. Dzjengis Khan moedigde de handel aan en zorgde voor een constante uitwisseling van goederen. De handel tussen China, het Midden-Oosten en Europa groeide vooral dankzij de politieke stabiliteit in het Mongoolse Rijk, de Pax Mongolica. De Zijderoute werd onder het bewind van Dzjengis Khan opnieuw in gebruik genomen. Dzjengis Khan verbood marteling, stelde leraren en artsen vrij van belastingen en waarborgde vrijheid van godsdienst. Diverse talen verbreidden zich. Ook bloeiden verschillende godsdiensten in het Mongoolse Rijk.

### Militair

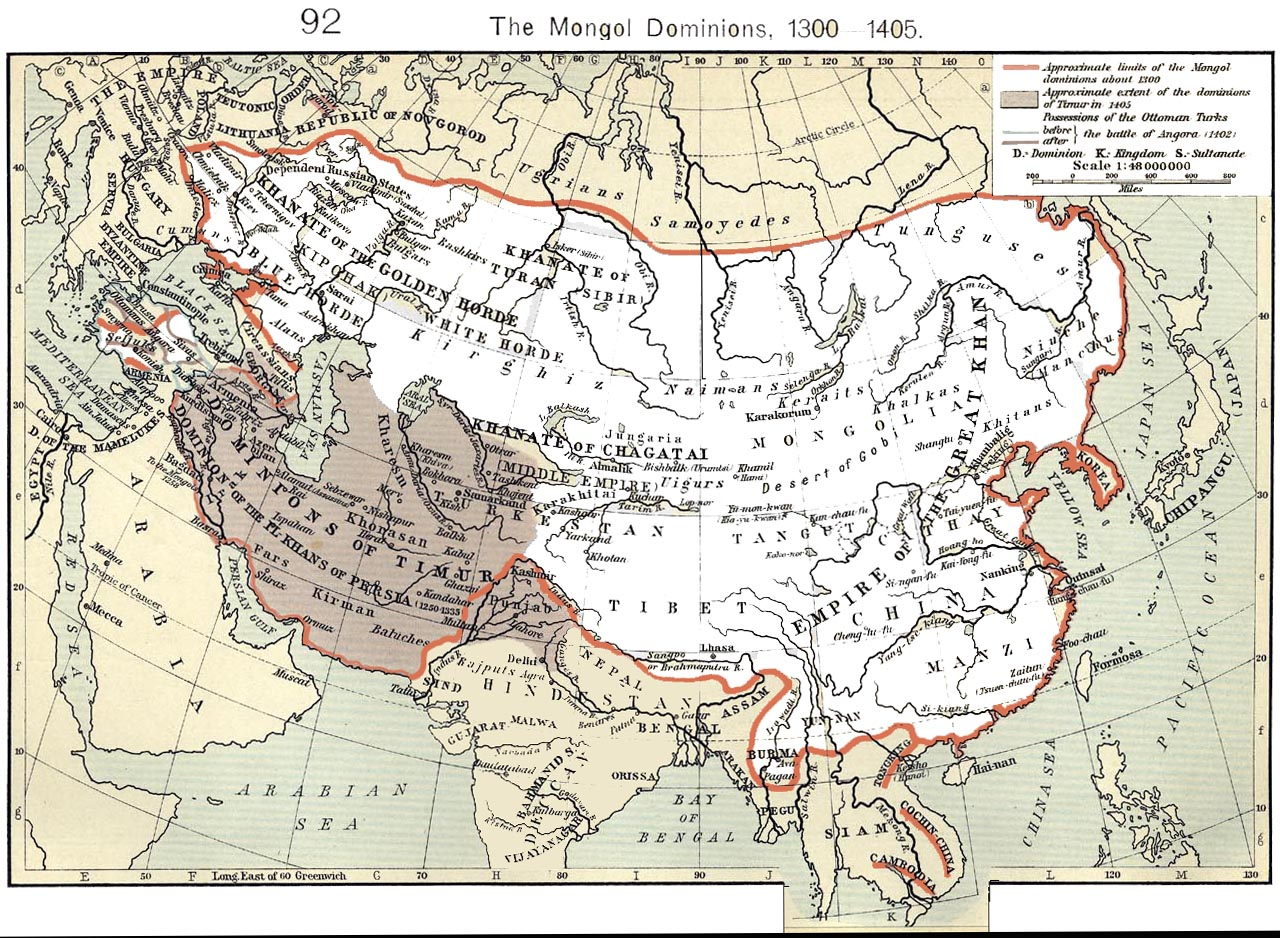
Door het Mongoolse Rijk beheerste gebieden rond 1300

De Mongoolse militaire tactiek en strategie, in combinatie met een efficiënte bewapening, waren de beste ter wereld in hun tijd. De yasak, de wet van Dzjengis, gaf hiervoor duidelijke richtlijnen.
Dzjengis organiseerde de Mongoolse militaire groepen in veelvouden van tien (dat wil zeggen 10 (arban), 100 (zuun), 1000 (myangan), 10.000 (tumen)). Elke militaire eenheid had een specifieke leider. Hoe groter de groep was, hoe hoger de rang van de betreffende commandant. Deze bevelstructuur bleek hoogst efficiënt te zijn en stelde het Mongoolse leger in staat om zowel in grote als in kleinere groepen aan te vallen of te omsingelen. Kleine eenheden konden een vluchtend en gebroken leger gemakkelijk achtervolgen en ontwapenen. Elke commandant was verantwoordelijk voor de voorbereiding van zijn eenheid; hij werd ontslagen als hij daarvoor ongeschikt bleek te zijn.
Het Mongoolse leger bestond uit colonnes, die gewoonlijk drie afzonderlijke afdelingen (meestal drie tjumen: afdelingen van 10.000 man) omvatten. De linker- en de rechtercolonne konden wegzwenken van de centrumcolonne wanneer dat nodig was. De flankcolonnes gingen vaak naar 'naburige gebieden'. Het gebruik van deze flankcolonnes werkte effectief om kennis van de tegenstanders te verzamelen en kleinere groepen te elimineren. Deze flankcolonnes hadden boodschappers die constant inlichtingen doorgaven aan de hoofdmacht. Soms werden tegenstanders die zich overgaven gebruikt als menselijke schilden.
Het Mongoolse leger kon zich geen uitputtingsslagen en de bijbehorende zware verliezen veroorloven, omdat zij in vergelijking met hun tegenstanders vaak minder in aantal waren. Vóór elke invasie van een gebied troffen Dzjengis en zijn generaals uitgebreide voorbereidingen in Kurultai. Daar werd besloten hoe de aanstaande oorlog moest geleid worden en welke generaals gingen deelnemen. Zij beslisten hoeveel eenheden moesten worden ingezet. Tegelijkertijd probeerden ze inzicht te krijgen in de kennis van hun tegenstanders. Dankzij de mobiliteit van het Mongoolse leger kon een complex kennisnetwerk uitgebouwd worden. De kennis kon vlug in alle hoeken van het Mongoolse Rijk worden verspreid. Tijdens de voorbereiding van de oorlog werden verkenners uitgestuurd in de vier windrichtingen om de mogelijke activiteit van de vijand op te sporen. Militairen konden tot 300 km overbruggen in één of twee dagen, hetgeen in die tijd heel ongewoon was.
In de Mongoolse krijgskunst lag het accent op mobiliteit en uithoudingsvermogen, wat voor de hand lag in de uitgestrekte vlakten van Centraal-Azië. Elke Mongoolse militair had twee tot vijf paarden, zodat hij dagen achtereen in galop kon rijden. Hij kon ook dagen leven van uitsluitend het bloed van zijn paard, maar meestal dronk hij de gegiste melk van een merrie. In zware tijden werd droog jakkenvlees gegeten. Bij het integreren van rekruten verdeelde Dzjengis Khan die onder verschillende leiders om clanvorming te voorkomen. Slechts door verdienste konden militairen tot een hogere rang worden bevorderd. In alle campagnes namen de militairen hun families mee.
De Mongoolse cavalerie had een zeer lichte uitrusting. Dat vergrootte de mobiliteit, hetgeen hen in staat stelde vlug aan te vallen en zich snel terug te trekken. Een van de gebruikte tactieken was de geveinsde terugtocht tijdens een veldslag. Dit gaf de tegenstanders de indruk dat ze aan de winnende hand waren. Wanneer zij zich dan terugtrokken, sloegen de Mongolen met een verrassingsaanval toe. Een andere tactiek was het aanvallen met twee afdelingen en als de vijand dan tot stilstand gebracht was drie andere afdelingen op de vijand in te laten rijden.
De Mongolen probeerden altijd man-tegen-mangevechten te vermijden, omdat hun paardrij- en boogschiettechniek superieur waren. Zij trainden zich in het afschieten van pijlen op het ogenblik dat hun paarden de grond niet raakten. Op die manier was de trefzekerheid groter. De Mongoolse leiders gebruikten vlaggen en hoorns om tactische bevelen te geven aan de soldaten.
Het belangrijkste wapen van de Mongoolse militair was de dubbel-recursieve boog. Deze had een grotere reikwijdte dan andere bogen uit de twaalfde en dertiende eeuw. Iedere soldaat had twee bogen bij zich: één boog om vanaf het paard mee te schieten en één om vanaf de grond mee te schieten. De boog waarmee je van de grond af schoot, schoot verder dan alle andere bogen. Pas in 1860 zou een handvuurwapen worden uitgevonden met een groter bereik. Het Mongoolse zwaard was gebogen, licht en uiterst efficiënt in vergelijking met de Europese lange en zware zwaarden. Naast zijn twee bogen en zijn zwaard had een Mongoolse strijder ook een lans en een strijdbijl. De Mongoolse stijl van strijden was gebaseerd op de manier van leven op de steppe. Eerst op afstand aanvallen met bogen en als de vijand in verwarring was gebracht aanvallen met zwaarden, lansen en bijlen.
Dzjengis Khan paste met succes psychologische oorlogsvoering toe, waarbij het verspreiden van angst een belangrijke factor was. Waar weerstand geboden werd tegen zijn leger, bood Dzjengis Khan de steden of dorpen, in ruil voor loyaliteit, zijn diensten aan. Werd het aanbod geweigerd dan werd aangevallen. Telkens liet Dzjengis een paar burgers ontsnappen zodat zij het verhaal van hun verlies op andere plaatsen konden doen. Wanneer eenmaal het gerucht ging dat Dzjengis Khan iedere weerstand aankon, werd het veel moeilijker mensen te overtuigen tegen hem te strijden.
Steden die zich overgaven werden gespaard en Dzjengis Khan waarborgde de bescherming van de inwoners. In de steden die zich verzetten werden de bewoners genadeloos afgeslacht.
Dzjengis Khan maakte uitgebreid gebruik van technologieën die hij in andere culturen vond. Een voorbeeld zijn de belegeringswapens. Die waren een belangrijk onderdeel van de oorlogvoering, vooral bij het aanvallen van versterkte steden. Gewoonlijk werden deze machines gedemonteerd, gedragen op paarden en in elkaar gezet op de plaats waar zij moesten worden gebruikt. Maar ze werden ook wel vervoerd op kleine tweewielige wagentjes: de kibitka. Voor de constructie van deze machines had Dzjengis Chinese technici gerekruteerd uit hun moederland. (De slingerarm is een Chinese uitvinding.)
Na afloop van een veldslag of belegering vervolgden en doodden de Mongoolse legers de vijandelijke leiders vaak. Er waren echter uitzonderingen. Zo kwam het voor dat Dzjengis Khan vijandelijke leiders spaarde of zelfs een leidende functie in zijn leger gaf. Wanneer een vijandelijke leider werd gedood dan mocht er geen bloed van deze leider op de aarde vloeien. Daarom werden ze in een tapijt gewikkeld en door paarden vertrappeld. Ontsnappen was niet mogelijk. Hergroepering van tegenstanders kwam dan ook niet vaak voor.

## Opeenvolgende khagans
Zie khagan voor een uitgebreide uitleg met betrekking tot de overerving van deze titel
In de Mongoolse cultuur was de khan de leider. De khagan was een verlenging daarvan: hij was de khan der khans, de grootkhan. Dit betekent dat de vazallen van de khagan khans waren. Dit valt te vergelijken met de verhoudingen tussen keizers en prinsen of bijvoorbeeld tussen Lodewijk Napoleon, die koning was onder Napoleon Bonaparte. De khagan coördineerde dus wat de verschillende onderdelen van het rijk deden. Aangezien het rijk al snel in meerdere delen verdeeld werd (erfgebieden na de dood van Dzjengis Khan, maar later ook aparte khanaten), was dit een belangrijke positie met veel macht.
Khagans werden volgens een semidemocratisch principe gekozen, op een vergadering, een khuriltai. De verschillende prinsen, heersers, generaals en geestelijk leiders verzamelden zich en bespraken wie de nieuwe khagan moest worden. Vervolgens kon iedereen uit de familie van Dzjengis Khan gekozen worden, mits het een man was. Vrouwen konden wel regent zijn, zoals in het geval van Oghul Ghaymish of Töregene Khatun.
Over wie er allemaal khagan genoemd moeten worden, verschillen de meningen. Sommige wetenschappers rekenen Tolui als khagan, maar anderen zien hem alleen als regent. Ook over Dzjengis Khan zelf zijn lichte twijfels: hij was immers de enige leider, dus in wezen de khan. Ook over Ariq Boke verschillen de meningen: hij werd officieel gekozen op een khuriltai, maar regeerde in de praktijk nooit, omdat Koeblai ook gelijktijdig gekozen werd. Sommigen rekenen Mangu als de laatste khan, omdat Koeblai de macht via oorlog heeft genomen en onder hem het rijk uiteenviel in vier delen. Anderen zien Koeblai echter wel als khagan.
- Dzjengis Khan (1206-1227)
- Tolui (regent) (1227-1229)
- Ögedei Khan (1229-1241)
- Töregene Khatun (regent) (1241-1246)
- Güyük Khan (1246-1248)
- Oghul Ghaymish (regent) (1248-1251)
- Möngke Khan (1251-1259)
- Koeblai Khan (1260-1294)
- Khon See Khan (1294-1302)

### Regeerperiode van Tolui
Tolui regeerde slechts kort als opvolger van Dzjengis Khan, van 1227 tot 1229. Hij was de Odchigin, de jongste prins van de eerste vrouw. Dat betekent dat hij eigenlijk de bezittingen en titels van zijn vader had moeten overerven volgens de Mongoolse gebruiken. Doordat zijn vader echter Ögedei als zijn rechtmatige opvolger aanwees, moest Tolui voor hem wijken. Hoewel een khuriltai koos voor Tolui als opvolger van Dzjengis Khan, niet voor Ögedei, besloot Tolui toch voor zijn broer aan de kant te gaan en hem de macht te gunnen. Tolui stierf al drie jaar later. Zijn vrouw, Sorghaghtani Beki, was echter wel nog lang invloedrijk. Tolui was ook vader van de belangrijke khan en khagans Möngke, Koeblai en Hulegu. Tijdens de regeerperiode van Tolui gebeurde er niet veel noemenswaardigs.

### Regeerperiode van Ögedei
Na de troonsafstand van Tolui kwam Ögedei aan de macht. Hij leidde het Mongoolse Rijk minder streng dan zijn vader, maar had daardoor ook minder grip op de uitbreiding van het imperium. Ögedei was meer een diplomaat dan een militair en liet daarom veel van de veroveringen over aan zijn generaals. Onder zijn leiding werd de verovering van Oost-Europa door Batu in gang gezet. Deze borduurde voort op eerdere veroveringen van generaal Subotai, de belangrijkste militaire leider van Dzjengis Khan. Subotai ging met Batu mee, evenals de meeste oudste zoons in het Mongoolse Rijk. Tijdens deze veroveringen, die van 1236 tot 1241 duurden, werden onder meer Rusland, Polen en Hongarije binnengevallen en veroverd. In december 1241 stierf Ögedei, zodat men terug naar Mongolië moest voor de khuriltai. Daardoor verloor het Rijk al snel de controle over delen van Europa. Een opvallend detail tijdens deze aanvallen was de aanwezigheid van een Engelse spion, waarvan de naam onbekend is gebleven. Belangrijke veldslagen in de Europese campagne waren de Slag bij Legnica en de Slag bij de Mohi.
Tijdens de regering van Ögedei ontstond er een conflict met de Song-dynastie in China. Dit leidde tot een oorlog, die tot 1279 zou duren. Uiteindelijk werd deze oorlog door de Mongolen gewonnen en was de verovering van China een feit.
Ondertussen werkte Ögedei aan de bouw van Karakorum, de nieuwe hoofdstad van het rijk. Dit was voor Mongoolse begrippen iets nieuws, aangezien het enkel nomaden waren. Ögedei liet voor zichzelf een paleis bouwen en had in zijn paleis drinkgelagen waar hij niet goed tegen kon. Ook liet Ögedei de Zijderoute open houden; hij was erg voor een handel tussen Europa en China. Na zijn dood werd Ögedei opgevolgd door zijn vrouw Töregene Khatun.

### Regeerperiode van Töregene Khatun
Töregene Khatun regeerde van 1241 tot 1246 en was de vrouw van Ögedei en de moeder van Güyük. Zij probeerde haar zoon aan de macht te laten komen. Dit zette echter kwaad bloed bij Batu en diens clan: Batu had een hevige vete met Güyük. Het lukte Töregene echter wel: Güyük werd op een khuriltai gekozen. Daarna trok zij zich terug als khatun, hetgeen Mongools is voor vrouwelijke khan. Verder zorgde ze ervoor dat haar getrouwe assistenten leidinggevende functies in de hofhouding gingen bekleden.

### Regeerperiode van Güyük
Tijdens de regeerperiode van Güyük, van 1246 tot 1248, werd de aandacht van de Mongolen verlegd van Europa naar China. Dit had als reden onder meer dat Batu, Güyüks grootste politieke vijand, de enige was met troepen in Europa en geen troepen in China. De vete tussen Batu en Güyük, die ontstond toen Güyük nog generaal onder Batu was, zorgde voor grote spanningen. Tegen de tijd van Güyüks dood sommeerde deze zelfs Batu zich aan hem te onderwerpen in Karakorum. Deze weigerde en Güyük was al bezig een leger op de been te brengen, maar overleed voor hij Batu aan kon vallen. Sommigen beweren dat dit kwam doordat Batu en Sorghaghtani Beki een complot hadden gesmeed om Güyük te vergiftigen.
Als leider maakte Güyük impopulaire maatregelen van zijn moeder ongedaan, maar maakte zich impopulair door de ruzie met de machtige Batu en het ontslaan van ambtenaren. Hij werd opgevolgd door zijn vrouw Oghul Ghaymish, die probeerde haar zoon Kaidu de macht te geven, zoals Töregene dit met Güyük gedaan had.

### Regeerperiode van Oghul Ghaymish
Oghul Ghaymish, weduwe van Güyük, was regente en probeerde haar zoon Kaidu aan de macht te helpen. Dit mislukte echter al snel en daarna pleegde Batu een coup, waarna hij de hem gunstig gezinde Möngke aan de macht hielp. Hoewel Batu op correcte wijze een khuriltai hield, zette hij in feite de hem ongunstig gezinde afstammelingen van Ögedei en hun aanhangers, de clan van Chagatai, buiten spel. Tijdens haar korte regeerperiode, van 1248 tot 1251, kwam verder André de Longjumeau, een missionaris uit Frankrijk, langs. Oghul Ghaymish werd gedood door Möngke, die haar lichaam in een zak naaide, na de lichaamsopeningen te hebben gedicht. De nog levende Oghul werd in een rivier gegooid.

### Regeerperiode van Möngke
De opvolger van Oghul was Möngke, de zoon van Tolui en kleinzoon van Dzjengis Khan. Als khagan was Möngke een betrekkelijk conservatieve, tamelijk militaristische leider die regeerde zoals zijn grootvader, met een groot gevoel voor tradities. Möngke benoemde zijn broer Koeblai tot leider van de gebieden in Noord-China en voerde een lange oorlog tegen de Chinezen, die ook Möngkes dood zou worden. Ook stemde hij erin toe dat zijn grootste steun en toeverlaat, Batu, die hem ook aan de macht had helpen komen, Europa opnieuw zou aanvallen. Batu overleed echter voordat dit plaatsvond. Ook werd Hulagu erop uitgestuurd om het Rijk uit te breiden tot aan Egypte, waarna deze het Ilkhanaat stichtte.
Tijdens de regeerperiode van Möngke kwamen er ook enkele christelijke missies naar Karakorum. De belangrijkste was die van de Vlaamse missionaris Willem van Ruysbroeck. Over de dood van Möngke zijn meerdere verhalen te vertellen. Sommigen beweren dat hij dysenterie kreeg, terwijl anderen beweerden dat hij voor Chongqing door een kanon werd geraakt. Weer andere bronnen zeggen dat hij een steen op zijn hoofd kreeg bij gevechten om een vissersdorp in het zuiden van China. Hij stierf in 1259, na vanaf 1251 geregeerd te hebben.
Na de dood van Möngke betwistten zijn twee broers, Ariq Boke en Koeblai, elkaar het khaganschap.

### Regeerperiode van Koeblai

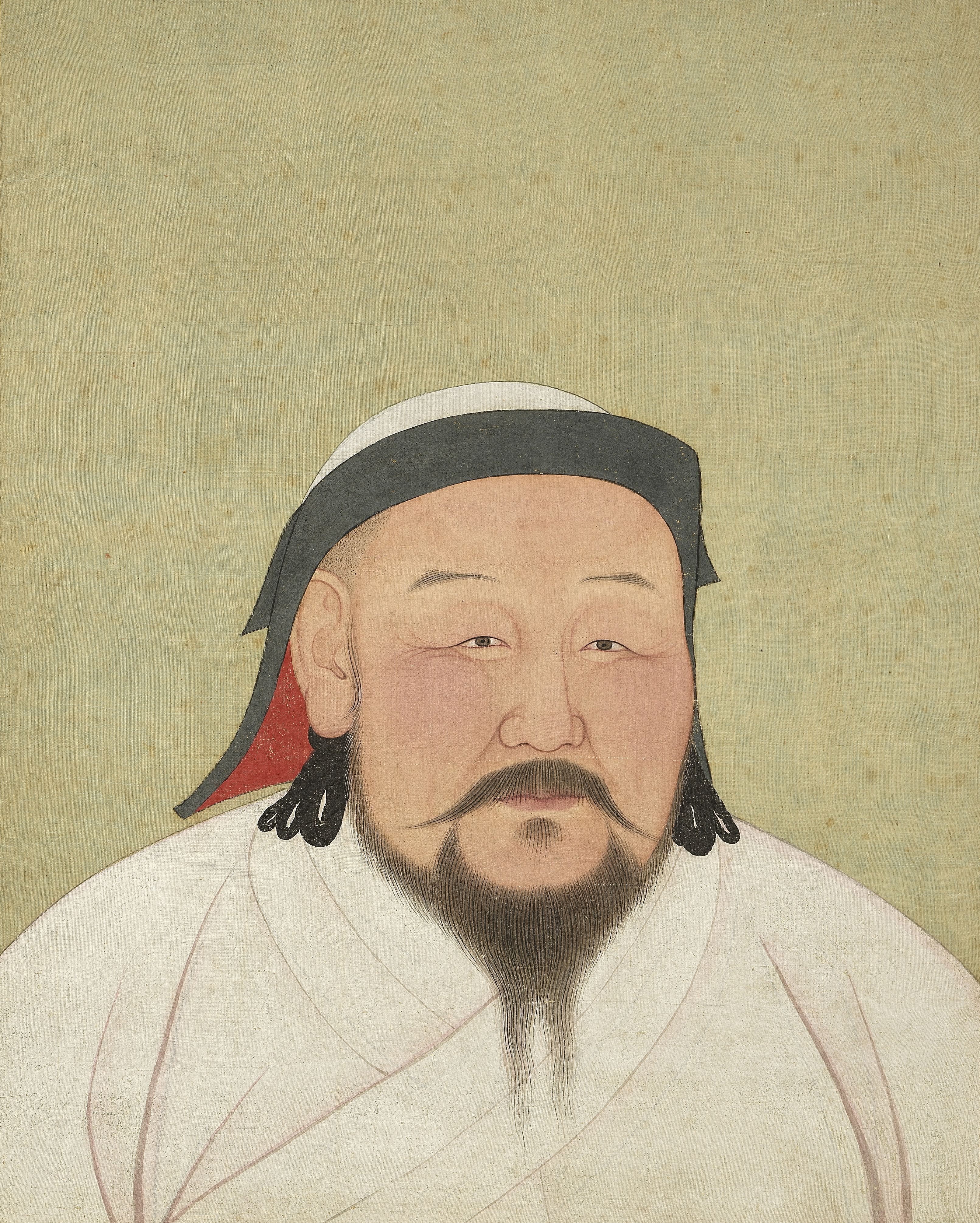
Koeblai Khan, khagan van 1260 tot 1294.

Een hernieuwde bloei maakte het Mongoolse Rijk door onder leiding van de laatste khagan, Koeblai. Eerst moest hij tegen zijn broer Ariq Boke en zijn achterneef Kaidu, zoon van Güyük, de Toluidische Successieoorlog (1260–1264) voeren, waarna hij de onbetwiste leider werd. Meer op China dan op Mongolië gericht, verplaatste Koeblai de hoofdstad van het Mongoolse Rijk van Karakorum naar Peking, toen Khanbalik (stad van de khan) geheten. In strijd met de Mongoolse wetten nam Koeblai ook een niet-Mongoolse titel aan, die van Chinese keizer.
In 1274 en 1281 werd Japan door een Mongoolse vloot van Chinese en Koreaanse schepen aangevallen. De schepen waren voor een deel omgebouwde binnenvaartschepen en voor een deel haastig gebouwde boten zonder zeewaardige kielen. Beide malen werden de schepen door stormen geteisterd, zodat zij ten onder gingen voor de kust van Japan. In 1981 werd een deel van de vloot teruggevonden door onderwaterarcheologen.
Koeblai zette zich in voor de wetenschap en cultuur en deed de eerste, licht mislukte, pogingen om papiergeld toe te passen. Marco Polo kwam naar zijn hof, waar hij een regeringsfunctie kreeg. De Mongolen, zeker ook Koeblai, hadden een niet aflatende interesse in andere culturen en wat voor nuttigs daarvan was te leren. Marco Polo werd door Koeblai dus als waardevol beschouwd. Als reiziger via de Zijderoute had Marco Polo gebruikgemaakt van een door de Mongolen opengehouden handelsroute, die echter na de dood van Koeblai steeds onveiliger werd.
Koeblai stierf in 1294 en werd opgevolgd door zijn kleinzoon keizer Chengzong van de Yuan-dynastie. Het Mongoolse Rijk viel uiteen in vier delen: de Gouden Horde, het Il-kanaat, China en het Khanaat van Chagatai.

## Verdeling van het Rijk van Genghis Khan
Het Mongoolse Rijk werd na de dood van Dzjengis Khan al verdeeld onder de zoons, met een khagan als leider. Echter, tot aan de regeerperiode van Koeblai Khan bleef het rijk één geheel. Na de dood van Koeblai Khan versplinterde het rijk in vier delen, gebaseerd op de erfdelen van de zoons van Dzjengis Khan (de Gouden Horde en het Khanaat van Chagati) en op nieuwe veroveringen (zoals bij het Ilkhanaat). Ook China kwam verenigd uit dit uiteenvallen van het rijk en werd geregeerd door de Mongoolse Yuan-dynastie.

### De Gouden Horde

De Gouden Horde, 1389.

Zoals al vermeld eerder deze pagina werd het rijk van Dzjengis Khan na de dood van zijn zoons verdeeld: Jochi was overleden, dus kregen zijn zoons Batu, Berke, Orda, Sinkur en Siban zijn erfdeel. Dit bestond uit delen van Siberië, Kazachstan en Europees Rusland rond de Oeral. De troepen van Orda stonden bekend als de witte horde, die van Batu als de blauwe horde. Later vormden deze legers en gebieden samen de Gouden Horde en omspande het gebied van de leider van de Gouden Horde grote delen van Rusland, Wit-Rusland, Oekraïne en Kazachstan. Hierover regeerde opeenvolgend Batu, Sartaq en Berke.
Behalve door overerving was een deel van het grondgebied van de Gouden Horde ook ontstaan doordat de veroveringen van Dzjengis Khan in Europa werden doorgezet door diens kleinzoon Batu. Deze versloeg de Russen, Polen, Hongaren en Teutoonse ridders en belegerde uiteindelijk zelfs Wenen. Dat hij Wenen niet innam, kwam doordat op het moment dat hij de stad belegerde khagan Ögedei overleed.
De leiders van de Gouden Horde, ook wel het Kipchak-kanaat, dat later opging in het kanaat Kazan, waren betrekkelijk autonoom in hun beslissen: in naam onderhorig aan de khagan konden zij door de grote afstand belangrijke beslissingen nemen zonder dat de khagan daar iets tegen in te brengen had. Ook leidden de familieruzies die de stam van Jochi plaagden ertoe dat de leiders van de Gouden Horde, van deze stam afkomstig, zich vaak weinig aantrokken van wat men van ze verwachtte. Politiek en economisch gezien hield de Gouden Horde zich meer bezig met Europa, waar de staat al snel handelsbetrekkingen mee aanknoopte.
Uiteindelijk werd de Gouden Horde in de vijftiende eeuw door Moskou verslagen.
Zie voor de verdere leiders van de Gouden Horde: Lijst van khans van de Gouden Horde

### Het Khanaat van Chagatai

Het grondgebied van het Khanaat van Chagatai

Chagatai, de tweede zoon van Dzjengis Khan, kreeg het Khanaat van Chagatai onder zijn bewind. Dit rijk kent men ook wel als Moghulistan. Het besloeg Transoxanië, Noord-Iran, Afghanistan en Zuid-Kazachstan. De geschiedenis van het Khanaat van Chagatai wordt gekenmerkt door een grote interne strijd: alle leiders waren vrijwel permanent bezig het rijk te verdedigen tegen troonpretendenten, de khagan of het Il-Khanaat. Een grote rol spelen Ariq Boke en Kaidu hierin. Beiden waren zoons van een khagan en beweerden dat zij daarom rechtmatige leiders waren. Dit was echter niet waar. Zij probeerden daarom ieder afzonderlijk het Khanaat van Chagatai voor zich te winnen. Dit mislukte echter in het geval van Ariq Boke, wiens vazal Alghu overliep naar Koeblai Khan, die toen grootkhan was. Daardoor werd Ariq Boke gevangengenomen, waarna hij overleed.
Kaidu slaagde er echter wel in, overigens met wisselend effect, om delen van het Khanaat van Chagatai voor zich te winnen. Hij bleef strijd voeren tegen Koeblai en het Il-Khanaat, maar uiteindelijk lukte het hem niet definitief de macht naar zich toe te trekken. Hij overleed begin veertiende eeuw bij Karakorum.
Het Khanaat was echter zodanig verzwakt en verdeeld dat het niet veel langer bestond. Eerst splitste het in twee delen, waarna het weer door enkele leiders met wisselende successen verenigd werd. Uiteindelijk slaagde Timoer Lenk erin de twee delen onder zijn heerschappij te verenigen. Timoer Lenk veroverde in navolging van Dzjengis Khan een wereldrijk: het Timoeridenrijk dat zich uitstrekte van India tot Anatolië.
Zie ook Lijst van khans van het Khanaat van Chagatai

### Het Il-kanaat

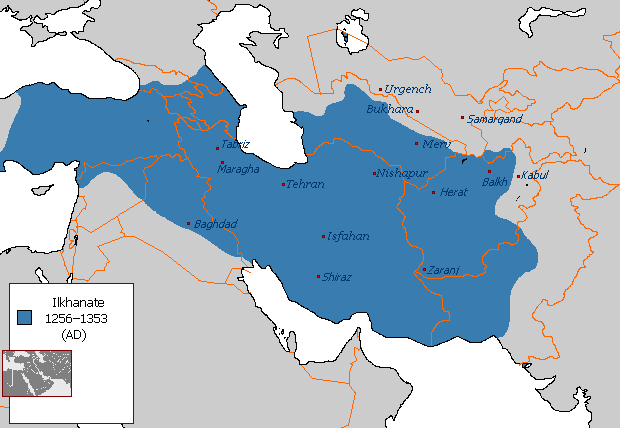
Kaart van het Il-kanaat

Het Il-kanaat ontstond uit de veroveringen van Hulagu, de kleinzoon van Dzjengis Khan en de zoon van Tolui. Hulagu was de broer van khagan Mangu en werd door hem gevraagd de islamitische staten tot aan Egypte te veroveren.
Hij bouwde zijn rijk op het oude Kwarezimidenrijk. Het bestond uit delen van Afghanistan, Perzië (Iran), Irak, Pakistan, Syrië, Turkije, Azerbeidzjan en Pakistan. De term Ilkhanaat betekent onderhorig khanaat en geeft de verhoudingen tussen het Ilkhanaat en de khagan weer: evenals het Khanaat van Chagatai en de Gouden Horde was het Ilkhanaat in naam onderhorig aan de khagan. Vanaf de machtsovername door Koeblai Khan werd dit echter steeds minder en werd het Ilkhanaat een eigen staat.
In eerste instantie waren de leiders van het Ilkhanaat christenen en, in tegenstelling tot de meeste Mongoolse heersers, intolerant ten opzichte van andere religies, vooral de islam. Hoewel Hulagu gevraagd was zijn tegenstanders te sparen en mild te zijn, plunderde hij Bagdad meedogenloos en werden ongeveer 200.000 tot een miljoen mensen vermoord. Dit leidde ertoe dat Hulagu zich een oorlog met Berke, de khan van de Gouden Horde, op de hals haalde, die een gepassioneerd moslim was. Ook een oorlog met de Egyptenaren verzwakte de positie van Hulagu en zijn opvolgers. Hulagu slaagde er echter wel in de Assassijnen te verslaan. Ook zorgden zijn aanvallen ervoor dat de druk enige tijd van de westelijke kruisvaarders werd gehaald; Hulagu viel namelijk zonder het te weten de vijanden van de kruisvaarders in de rug aan.
Nadat de Grote Khan Möngke was gestorven, haastte Hulagu zich naar Mongolië voor de verkiezing van de nieuwe Khan en om een burgeroorlog tussen Ariq Boke en Koeblai, twee van zijn broers, te voorkomen. De troepen, die in Palestina bleven, werden overmeesterd door Mammeluken onder leiding van Baibars in 1261 bij Ain Jalut.
Grofweg tot tachtig jaar na de dood van Hulagu, tot 1335, bleef het Ilkhanaat in wisselende vormen, maar minder sterk dan onder Hulagu, bestaan. De ondergang van het Ilkhanaat kwam na de dood van Abu Sa'id. In 1353 werden de laatste troonpretendenten geëxecuteerd en daarna lukte het Timoer Lenk het Ilkhanaat te betrekken bij het Timoeridenrijk, zoals hij ook met het Khanaat van Chagatai gedaan had.
Zie verder: Lijst van khans van het Ilkhanaat

### De Yuan-dynastie

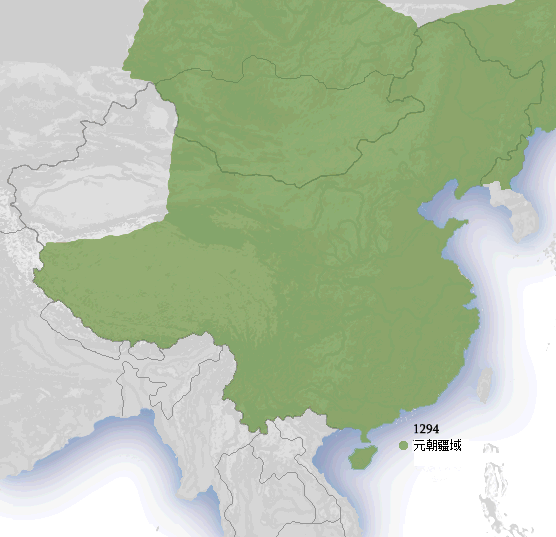
Kaart van de Yuan-dynastie in 1294

De Yuan-dynastie was de Mongoolse dynastie die China regeerde vanaf Koeblai Khan. Deze was erin geslaagd heel China te veroveren en was al sinds zijn jeugd zeer geïnteresseerd in Chinese cultuur. Hij was onder zijn broer Mangu al gouverneur van de Chinese gebieden geweest. Hij verplaatste de hoofdstad van het rijk ook van Karakorum naar Peking. Tijdens de regeerperiode van Koeblai, die ook khagan was, werd zijn hof bezocht door Marco Polo. Deze vertelde in Europa over de Chinese cultuur, hetgeen tot een hernieuwde interesse voor het Verre Oosten leidde.
De Yuan-dynastie werd door de Chinezen redelijk getolereerd: de eerste leiders slaagden erin enige mate van respect af te dwingen van de bevolking, maar werden door de Mongolen als te Chinees en door de Chinezen als te Mongools gezien. Dit probleem nam verder toe en de Yuan slaagden er dan ook niet in de macht lang vast te houden. Vanaf de dood van keizer Chengzong tot de val van de Yuan-dynastie in 1368 werd het rijk geplaagd door machtsstrijd, intrige en banditisme. Uiteindelijk slaagde de Ming-dynastie erin de macht te grijpen. De nakomelingen van Koeblai zetten de keizerlijke lijn voort in Mongolië als de Noordelijke Yuan-dynastie. Aan die dynastie kwam in 1635 een eind door de nederlaag tegen de Mantsjoes en dood van de laatste keizer Ligdan Khan.
Zie ook: Lijst van keizers van de Yuan-dynastie

## Sociale verhoudingen in het Mongoolse Rijk
Het Mongoolse Rijk was een rijk met een grote culturele diversiteit. Men combineerde de verschillende kwaliteiten van volkeren om de verschillende taken zo goed mogelijk uit te voeren. Oeigoeren en Chinezen, die geletterd waren, werden in administratieve diensten gebruikt. Arabische en Chinese wetenschappers dienden als hofastronomen en als artsen. Met de Chinese kennis van het lichaam en het Arabische begrip van de medicinale werking van bepaalde chemicaliën ontstond een kruisbestuiving tussen deze gebieden.
Deze stimulans voor de culturele diversiteit was grotendeels geworteld in de Mongoolse visie op gelijkheid. Al op de steppe, in kleine groepen van jagers of nomaden, werden de meest kundige personen op speciale taken gezet. Hierbij speelde een sociale hiërarchie maar een kleine rol. Vrouwen hadden daardoor ook een grotere macht dan in veel andere culturen. Hoelun, de moeder van Dzjengis Khan, was bijvoorbeeld khatun (vrouwelijke khan) van een stam. Ook het aantal vrouwelijke regenten en invloedrijke koninginnen was erg groot.
Ook in het leger gebruikte men verschillende volkeren. Het overgrote deel van de soldaten van het rijk bestond uit lichtbewapende Turkstalige ruiternomaden, deze woonden in groten getale in Centraal-Azië, hadden een verwante taal, cultuur en politiek-militaire traditie met de Mongolen en sloten zich deels vrijwillig bij hen aan. De Chinezen maakten bijvoorbeeld belegeringswerktuigen voor de Mongoolse overheersers. In de spionagedienst werden vaak (ex-)burgers van vijandelijke landen ingepast. Het meest treffende voorbeeld hiervan is de Engels-Mongoolse ambassadeur, een Engelsman die als spion voor Batu Khan werkte tijdens diens Europese campagne.

## Visies op het Mongoolse Rijk

### Historische visies op het Mongoolse Rijk
De visie op het Mongoolse Rijk is onderhevig geweest aan grote veranderingen. Zo waren de eerste kruisvaarders ervan overtuigd dat de Mongolen het leger van Priester Johannes waren en de strijd tegen de islam zouden voeren. Deze visie bleef ook bij bezoekers van het Mongoolse Rijk, zoals André de Longjumeau en Willem van Ruysbroeck nog hardnekkig standhouden. In de landen die veroverd werden, deden allerlei wilde verhalen de ronde als dat Mongolen hondensnuiten zouden hebben, evenals korte benen en lange armen met felle, brandende ogen. Ze zouden wild verkrachten en bloed drinken. Aangezien deze verslagen vaak niet door ooggetuigen zijn geschreven maar door de verslagen volken, lijken ze de zaken op scherp te zetten. Hoewel de Mongolen wreed waren voor hun vijanden, was het niet toegestaan zonder toestemming van de leider te plunderen en was er zoiets als een erecode voor soldaten.
Gedurende de ontwikkeling van tsaristisch Rusland werden de Tataren, zoals de Mongolen genoemd werden, gezien als vijandige, minderwaardige wezens die verslagen moesten worden. Door Stalin werden de Krim-Tataren nog naar Centraal-Azië gedeporteerd. Ook de Arabische wereld was erg gekant tegen de Mongolen, zozeer dat zelfs in deze eeuw Saddam Hoessein in een van zijn toespraken een parallel legde tussen de verwoesting van Bagdad door Hulagu en de aanvallen van de Amerikanen.
Ook veel wetenschappers zagen de Mongolen lange tijd als woeste, barbaarse krijgers die hun vijanden op meedogenloze manier doodden. De term "mongool" voor een persoon met het syndroom van Down werd bijvoorbeeld geïntroduceerd met de gedachte dat de vrouw die het kind baarde een voorouder had gehad die verkracht was door een Mongoolse strijder. Bij een kind met het syndroom van Down zou dit zich dan wederom manifesteren en zou dit verklaren waarom het kind over mindere geestelijke vermogens zou beschikken: het Aziatische gen zou verantwoordelijk zijn. Hoewel verzinsels, geeft dit goed weer hoe de houding tegenover de geschiedenis van het Mongoolse Rijk was. In toneelstukken en boeken uit deze tijd, de tweede helft van de negentiende eeuw tot de eerste helft van de twintigste eeuw, traden de Mongolen en Mongoolse heersers ook op als wrede barbaren.

### Moderne visies op het Mongoolse Rijk
Tegenwoordig is een genuanceerder beeld van de Mongolen echter steeds gangbaarder. Hoewel de Mongolen wreed waren voor hun vijanden en hele steden leegroofden en uitmoordden, is er sprake van een opvallende mate van rehabilitatie. Bepaalde ontwikkelingen, zoals het bewaken van de Zijderoute en het opnieuw verenigen van China zijn aan de Mongolen te danken. Ook kwam er met deze twee zaken een kennisstroom van oost naar west en andersom op gang, waar vooral het niet door de Mongolen aangevallen deel van Europa baat bij had. De meer uitgesproken voorstanders van deze theorie van de "Pax Mongolica", zoals de Amerikaanse professor Jack Weatherford, gaan zelfs zo ver te beweren dat de Mongolen de Renaissance hebben versneld.
Tegenstanders van dit standpunt wijzen er op dat de Mongolen het Midden-Oosten definitief ontdeden van zijn positie als belangrijke culturele en wetenschappelijke broedplaats en dat de verwoesting van bijvoorbeeld Kiev met veel doden gepaard ging. Dat door de verwoesting van Kiev de Genuese handelslui een concurrent verloren, wordt door deze stroming gezien als meer geluk dan wijsheid.

### De visie op het Mongoolse Rijk in hedendaags Mongolië
In het Mongolië van de eenentwintigste eeuw wordt Dzjengis Khan vooral gezien als de vader des vaderlands, meer nog dan Soeche Bator. Hiervan getuigt de grote mate van aandacht voor bijvoorbeeld de achthonderdste verjaardag van het Mongoolse Rijk, in Mongolië aangeduid met Groot-Mongolië. Voorbeelden van deze aandacht zijn de vele wegen, openbare gelegenheden en zelfs een vliegveld die naar hem vernoemd zijn. Ook waren er in 2006 een rockopera en een opera gebaseerd op de geheime geschiedenis van de Mongolen. Verder is er in 2008 een veertig meter hoog ruiterstandbeeld van Dzjengis Khan ten oosten van Ulaanbaatar geplaatst. Afbeeldingen van Dzjengis Khan kunnen gevonden worden op de tugrik, maar ook op energiedrankjes, bierkelders, hotels en in de gers van nomaden.